# Heinrich Wilhelm Gottfried Waldeyer
Heinrich Wilhelm Gottfried von Waldeyer-Hartz (Hehlen -6 de octubre de 1836, Berlín - 23 de enero de 1921) fue un anatomísta y patólogo alemán.
Waldeyer definió el cromosoma en 1888 y en 1891 dio nombre a la célula nerviosa como neurona.

## Biografía

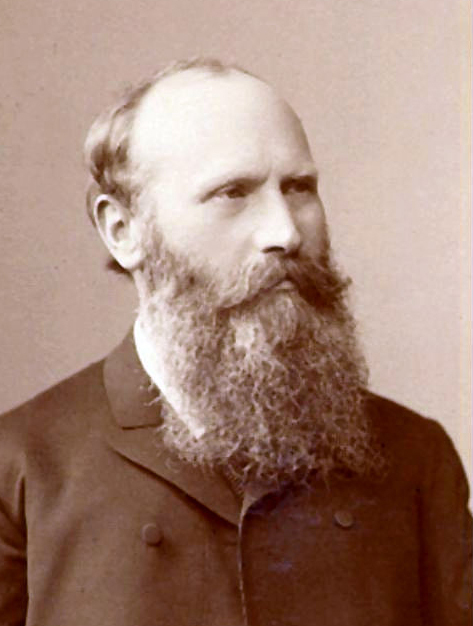
Heinrich Wilhelm Waldeyer, 1891

Propuso uno de los más grandes descubrimientos en la biología celular, detallando estudios minuciosos sobre el núcleo en la ciudad de Brunswick. Era hijo de Johann Gottfried Waldeyer, funcionario del Estado, y Wilhelmine von Hartz, hija de un maestro.
Tras su educación primaria y secundaria, ingresó en 1856 en la Universidad de Göttingen para estudiar matemáticas y ciencias naturales. Sin embargo, después de conocer al gran anatomista Friedrich Gustav Jakob Henle, se decidió por la medicina. Para ello se trasladó a Greifswald, donde trabajó como auxiliar en el Instituto Anatómico y frecuentó diferentes clínicas. Después se trasladó a Berlín.
En Berlín también acudió a las conferencias y a las clínicas de Emil Heinrich Du Bois-Reymond, Johann Jüngken y Friedrich Theodor von Frerichs. Creyendo que un conocimiento profundo de la embriología era esencial para un anatomista, Waldeyer acabó sus estudios con Reichert, bajo cuya dirección preparó una tesis doctoral sobre la estructura de la función de la clavícula. Obtuvo su doctorado en 1861, y su tesis fue publicada en 1862. En ese año también aprobó el examen de estado. Waldeyer fue destinado a la Universidad de Königsberg, en Prusia, como ayudante en el departamento de la fisiología.
También enseñó histología y conoció al anatomista y fisiólogo Friedrich Goltz.
En 1864, se trasladó al puesto que había desempeñado hasta entonces Rudolf Heidenhain en la Universidad de Breslavia (Wrocław). Trabajó como profesor de anatomía, fisiología y fue el responsable de un departamento del servicio de patología.
En 1865, con veintinueve años, fue nombrado profesor supernumerario de patología y director de un departamento de investigaciones post mortem. En 1866, poco después de que recibiera este diploma, Waldeyer se casó con Emilie Dillenburger. En 1868, obtuvo la cátedra de Patología en Breslavia. Su trabajo se dirigió, principalmente, a la diagnosis del cáncer temprano.
En 1872 Waldeyer fue a la Universidad de Estrasburgo. La conquista de Alsacia por parte del Imperio Alemán en 1871 dio lugar a la dimisión forzada de profesores franceses de esa universidad. 
En 1877 Waldeyer dirigió a Ludwig Edinger en sus estudios iniciales, permaneciendo en Estrasburgo durante once años más, entonces, en 1883, volvió a Berlín para obtener éxito en el Charité. En Berlín encontró un laboratorio anticuado y una gran cantidad de estudiantes, pero demostró ser un administrador y profesor altamente cualificado. Contribuyó con su esfuerzo a construir un instituto de anatomía, y permaneció allí como director del departamento de anatomía por muchos años. Sus deberes académicos requirieron su tiempo y energías. Era un excelente profesor de anatomía e histología.
En 1887 fue uno de los doctores alemanes contratados para tratar el tumor que afectaba a las cuerdas vocales del futuro emperador, Federico III.
Desde 1896 hasta 1919 fue secretario real. En la academia dio clases de psicología y de matemáticas.
En el curso 1898-99 fue rector de la Universidad de Berlín. Enseñó anatomía a más de 20.000 estudiantes. Sin embargo, era un fuerte opositor de que las mujeres estudiaran, y organizó una habitación separada de la disección como aula para mujeres. 
En 1899 descubrió la fascia propria recti, importante para la escisión mesorrectal total, que mejora el tratamiento del cáncer y sus resultados.
Publicó un número significativo de artículos con una variedad amplia de temas morfológicos, incluyendo estudios del sistema urogenital, de antropología, de la médula espinal del gorila y de las observaciones topográficas de la pelvis. Era receptivo a las nuevas ideas, y captó rápidamente la importancia de, por ejemplo, los estudios neurohistológicos de Santiago Ramón y Cajal.
Waldeyer permaneció en la Universidad de Berlín hasta los ochenta años. Permaneció física y mentalmente activo hasta su muerte.
De los cuatro hijos que le sobrevivieron, ninguno se dedicó a la medicina o a la ciencia.

## Obra
Hoy, se recuerda a Wilhelm von Waldeyer-Hartz como el fundador de la teoría de la neurona, acuñando el término “neurona” para describir la unidad celular de la función del sistema nervioso y declarando y clarificando ese concepto en 1891. El sistema de la mancha del nitrato permitió que se probara la existencia de una clase específica de célula del nervio, que más adelante se conocía como las células de Golgi. Probando que existe la célula de Golgi, Wilhelm Von Waldeyer-Hartz, Ramón y Cajal podían establecer que la célula del nervio es la unidad estructural básica del sistema nervioso. También acuñó el término “cromosoma” para describir los cuerpos en el núcleo de las células e inventó un número de términos embriológicos.
Waldeyer también publicó la primera descripción - embriológica y funcional del tejido fino linfático naso-oro-faríngeo.
- Hörnerv und Schnecke. 1872.
- Das Becken. 1899.
- Die Geschlechtszellen. 1901–1903.
- Darwins Lehre. 1909.
- Lebenserinnerungen. 1920.